# Gibby Haynes
Gibby Haynes (ur. w 1957 roku) – amerykański muzyk, wokalista i lider zespołu Butthole Surfers. Ponadto malarz.

## Dyskografia z zespołemButthole Surfers
- Butthole Surfers EP (1983)
- Live PCPPEP (1984)
- Psychic... Powerless... Another Man's Sac (1984)
- Rembrandt Pussyhorse (1986)
- Locust Abortion Technician (1987)
- Hairway to Steven (1988)
- Double Live (1989)
- Pioughd (1990)
- Independent Worm Saloon (1993)
- The Hole Truth... and Nothing Butt (1995)
- Electric Larryland (1996)
- After the Astronaut (1998)
- Weird Revolution (2001)
- Humpty Dumpty LSD (2002)